# Volovický vrch
Volovický vrch är ett berg i Tjeckien.   Det ligger i regionen Södra Böhmen, i den sydvästra delen av landet, 130 km söder om huvudstaden Prag. Toppen på Volovický vrch är 961 meter över havet.
Terrängen runt Volovický vrch är huvudsakligen kuperad.Runt Volovický vrch är det glesbefolkat, med 12 invånare per kvadratkilometer. Närmaste större samhälle är Prachatice, 2,6 km nordost om Volovický vrch. I omgivningarna runt Volovický vrch växer i huvudsak blandskog.